# Reckoner
Singles de Radiohead
Nude
(2008) Harry Patch (In Memory Of)
(2009)
Reckoner est une chanson du groupe de rock alternatif anglais Radiohead. Il est sorti en tant que second single de leur septième album, In Rainbows.
La chanson a été répertoriée au numéro 254 sur Pitchfork au top 500 des chansons des années 2000.
Elle a été reprise plusieurs fois sur scène par le duo Gnarls Barkley lors de leur tournée en 2008.
Elle est présente lors de la scène finale du film Choke avec Sam Rockwell et Anjelica Huston sorti en 2008, tiré du roman éponyme de Chuck Palahniuk.
La chanson a été écrite pour le film L'Âge de la stupidité.
Le 7 janvier 2015, la chanson est utilisée comme générique de fin pour clore le journal télévisé de France 2, une édition spéciale consacrée à l'attentat perpétué contre le journal Charlie Hebdo. On y voit des portraits des dessinateurs tués dans l'attaque ainsi que des images des manifestations de soutien au journal.
Le 13 novembre 2015, la chanson est encore une fois utilisée après les attentats de Paris au stade de France, au Bataclan et dans d'autres rues et France 3 diffusera un hommage avec cette musique montrant les monuments du monde entier illuminées en Bleu-Blanc-Rouge.
En 2021, Peter Frampton reprend la chanson sur son album Frampton Forgets The Words.